# Nietków
Nietków es un pueblo en el distrito administrativo de Czerwieńsk, en el condado de Zielona Góra, Voivodato de Lubusz, en el occidente de Polonia. Se encuentra aproximadamente a 21 kilómetros (13 mi) al norte de Czerwieńsk.
Tiene una población 1,302 habitantes.